# Torymus cultriventris
Torymus cultriventris is een vliesvleugelig insect uit de familie Torymidae. De wetenschappelijke naam is voor het eerst geldig gepubliceerd in 1844 door Ratzeburg.